# I Don't Want to Miss a Thing
«I Don't Want to Miss a Thing» (en español: «No quiero perderme nada») es una power ballad interpretada por de la banda estadounidense de hard rock Aerosmith. La canción fue grabada para la banda sonora de la película Armageddon y debutó en el primer lugar del Billboard Hot 100, siendo el primer y único sencillo de la banda en alcanzar esta posición. La canción permaneció en el primer lugar durante cuatro semanas desde el 5 de septiembre hasta el 26 de septiembre de 1998. La canción también ocupó la primera posición en las listas de popularidad de otros países. En el Reino Unido, alcanzó el puesto 4 en noviembre de 1998, convirtiéndose en la canción más exitosa de la banda en ese país para ese entonces. La canción fue compuesta por Diane Warren. Además, la canción estuvo nominada al Óscar a la mejor canción original en 1998. Además, es una de las canciones más famosas y recordadas de la banda.

## Video musical
El video musical, dirigido por Francis Lawrence, fue filmado en la Minneapolis Armory (Armería de Minneapolis) en 1998. Muestra a la banda interpretando la canción entrelazados con varias escenas de Armageddon. Liv Tyler, quien es hija de Steven Tyler e interpretó a Grace Stamper en el filme, realiza un cameo en el video.
El video inicia con imágenes de la luna y varios meteoritos y posteriormente realiza un acercamiento a la Tierra para mostrar a Steven Tyler cantando. El video alterna entre escenas de la banda tocando y un centro de la misión en el que los monitores muestran a la agrupación. Mientras el video progresa, se observa a la banda tocando en frente del transbordador espacial ficticio Freedom. Una orquesta toca junto a Aerosmith. El humo rodea a la agrupación y la orquesta mientras el transbordador despega. El video termina cuando Grace, llorando, toca uno de los monitores del centro de la misión y se corta la transmisión.

## Listado de canciones
| Disco compacto (sencillo) |                                           |          |  |
| N.º                       | Título                                    | Duración |  |
| 1.                        | «I Don't Want to Miss a Thing»            | 4:58     |  |
| 2.                        | «I Don't Want to Miss a Thing» (Rock Mix) | 4:58     |  |
| 3.                        | «Taste of India» (Rock Remix)             | 5:52     |  |
| 4.                        | «Animal Crackers»                         | 2:36     |  |

## Listas de popularidad
| Lista                                   | Posición más alta |
| --------------------------------------- | ----------------- |
| Australian Singles Chart                | 1                 |
| Billboard Hot 100                       | 1                 |
| Billboard Pop Songs                     | 1                 |
| Billboard Hot Adult Contemporary Tracks | 13                |
| Billboard Hot Latin Tracks              | 14                |
| Billboard Mainstream Rock Tracks        | 4                 |
| Billboard Latin Pop Songs               | 5                 |
| Eurochart Hot 100                       | 1                 |
| Irish Singles Chart                     | 1                 |
| Latvian Airplay Top (Letonia)           | 1                 |
| Listas musicales de Alemania            | 1                 |
| Listas musicales de España              | 45                |
| Listas musicales de Finlandia           | 3                 |
| Listas musicales de Francia             | 8                 |
| Listas musicales de Italia              | 1                 |
| Oricon Chart (Japón)                    | 11                |
| Japan Hot 100                           | 96                |
| Dutch Top 40 (Países Bajos)             | 3                 |
| Sverigetopplistan (Suecia)              | 2                 |
| Swiss Record Charts                     | 1                 |
| Ultratop 40 (Valonia)                   | 4                 |
| Ultratop 50 (Flandes)                   | 3                 |
| UK Singles Chart                        | 4                 |
| VG-lista (Noruega)                      | 1                 |
| Ö3 Austria Top 40                       | 1                 |

| País           | Lista (1998)      | Posición |
| -------------- | ----------------- | -------- |
| Estados Unidos | Billboard Hot 100 | 23       |

| País           | Lista (1990–1999) | Posición |
| -------------- | ----------------- | -------- |
| Estados Unidos | Billboard Hot 100 | 73       |

| País           | Organismo certificador | Certificación    | Ref.   |
| -------------- | ---------------------- | ---------------- | ------ |
| Alemania       | BVMI                   | Disco de Platino | [ 10 ] |
| Australia      | ARIA                   | Disco de Platino | [ 11 ] |
| Austria        | IFPI (Austria)         | Disco de Oro     | [ 12 ] |
| Estados Unidos | RIAA                   | Disco de Platino | [ 13 ] |
| Francia        | SNEP                   | Disco de Plata   | [ 14 ] |
| Italia         | FIMI                   | Disco de Oro     | [ 15 ] |
| Noruega        | IFPI (Noruega)         | Disco de Platino | [ 16 ] |
| Reino Unido    | BPI                    | Disco de Oro     | [ 17 ] |
| Suecia         | IFPI (Suecia)          | Disco de Platino | [ 18 ] |

### Sucesión en listas
| Predecesor: «Iris» de Goo Goo Dolls                | Billboard Pop Songs — Sencillo número uno 22 de agosto de 1998 — 16 de octubre de 1998     | Sucesor: «One Week» de Barenaked Ladies |
| Predecesor: «The Boy Is Mine» de Brandy con Monica | Billboard Hot 100 — Sencillo número uno 5 de septiembre de 1998 — 26 de septiembre de 1998 | Sucesor: «The First Night» de Monica    |
| Predecesor: «High» de Lighthouse Family            | ARIA Charts — Sencillo número uno 13 de septiembre de 1998 — 22 de noviembre de 1998       | Sucesor: «Rollercoaster» de B*Witched   |
| Predecesor: «Millennium» de Robbie Williams        | Irish Singles Chart — Sencillo número uno 10 de octubre de 1998 — 17 de octubre de 1998    | Sucesor: «Sweetest Thing» de U2         |

## Versión de Mark Chesnutt
A finales de 1998, el cantante de country Mark Chesnutt realizó un cover de la canción. El sencillo ocupó la primera posición en la lista Billboard Hot Country Songs durante dos semanas a principios de 1999, convirtiéndose en el octavo sencillo de Chesnutt en ocupar el primer lugar en esa lista. Además, alcanzó el puesto 17 en el Billboard Hot 100.

## Listas de popularidad
| Lista                       | Posición más alta |
| --------------------------- | ----------------- |
| Billboard Hot 100           | 1                 |
| Billboard Hot Country Songs | 1                 |
| Canadian RPM Country Tracks | 1                 |

## Otras versiones
Varios artistas han realizado versiones de «I Don't Want to Miss a Thing», incluyendo Regine Velásquez, New Found Glory, Ben Mills, Lorena, Nina Girado, David Cook, Aaron Kelly, Yuna Ito, The Ten Tenors, Il Volo (en su versión titulada «Questo amore»), Adrián Barilari (en su versión titulada «Ni un segundo quiero perder»"), I Quattro, Engelbert Humperdinck y Laura Caro (versión titulada «Aquí quiero estar»).